# El Tzu-Tzu
El Tzu-Tzu är en ort i Mexiko.   Den ligger i kommunen Ocozocoautla de Espinosa och delstaten Chiapas, i den sydöstra delen av landet, 700 km öster om huvudstaden Mexico City. El Tzu-Tzu ligger 924 meter över havet och antalet invånare är 108.
Terrängen runt El Tzu-Tzu är kuperad åt nordost, men åt sydväst är den platt. Runt El Tzu-Tzu är det ganska tätbefolkat, med 166 invånare per kvadratkilometer. Närmaste större samhälle är Ocozocoautla de Espinosa, 4,6 km nordväst om El Tzu-Tzu. I omgivningarna runt El Tzu-Tzu växer huvudsakligen savannskog.